# Maps.me
MAPS.ME (прежнее название — MapsWithMe, рус. карты со мной) — бесплатное приложение для мобильных устройств на основе свободной географической карты OpenStreetMap. В 2020 году Maps.me был продан компании Daegu Limited, что в последствии привело к появлению нового проекта (форка) под названием Organic Maps.

## Функциональность
Приложения Maps.me доступны на платформах iOS, Android (включая сборки для планшетов Amazon Kindle Fire) и Blackberry. Перед началом работы приложение загружает карты города или страны со всеми объектами в память устройства и остаётся полностью функциональным без подключения к интернету.
Приложение умеет ориентироваться по GPS, строить маршруты для автомобилей и пешеходов между двумя заданными точками (в том числе, между разными регионами и странами), проводить поиск по объектам, экспортировать и импортировать данные в формате KML, а также предоставлять подробную информацию о заведениях на карте. Доступна голосовая навигация.
Исходный код навигационного сервиса опубликован на GitHub, открыт для свободного использования и доступен по лицензии Apache 2.0, но не обновлялся с 2021 года.
Пользователям Maps.me доступно редактирование объектов на картах OpenStreetMap прямо из приложения.

## История

### 2010—2014, независимая компания
Компания была основана в 2010 году под названием MapsWithMe с головным офисом в Цюрихе и центром разработки в Минске. За плечами её основателя Юрия Мельничка был семилетний опыт в связанной с картографией компании и работа над картографическим сервисом Google. Вместе с ним над проектом работали Александр Золотарев, Виктор Говако и Сергей Речицкий. В силу отсутствия в Беларуси внутреннего рынка для IT-компаний Мельничек начал разработку нишевого продукта, востребованного по всему миру. MapsWithMe создавался на средства основателей: для финансирования стартапа Юрий продал квартиру в Минске. Ментором команды выступил белорусский технологический предприниматель Юрий Гурский.
Первая версия приложения для операционной системы iOS вышла в апреле 2011 года, а год спустя MapsWithMe занял первое место на конкурсе StartupMonthly в Вильнюсе. Команда выиграла девятинедельную стажировку в Кремниевой долине. В феврале 2012 года MapsWithMe появился в магазине приложений для Android. В апреле 2012 года вышла платная Maps.Me Pro версия, отличавшаяся загрузкой карты в высоком разрешении и дополнительными функциями. Версия для смартфонов Blackberry появилась весной 2014 года. В июле 2014 года компания сменила название на более короткое — MAPS.ME.

### 2014—2020 годы
Компания рассматривала предложения о продаже сервиса Яндексу и Google. Однако выбор пал на холдинг Mail.ru Group, заинтересованный в дальнейшем развитии сервиса и сохранении автономии стартапа внутри своей структуры. Сделка, сумма которой оценивается в 10-20 миллионов долларов, состоялась в ноябре 2014 года, а в январе 2015 года команда Maps.me переехала на 25 этаж офиса Mail.ru Group в Москве. Некоторые сотрудники предпочли остаться в Минске, и команда проекта сократилась с 15 до 10 человек.
Приобретение привлекло большое внимание прессы: в число самых значимых сделок года в Рунете её включили Lenta.ru, the Runet и «Цукерберг позвонит». Новый владелец отказался от собственного сервиса Карты@Mail.Ru в пользу Maps.me.
Первым изменением стал отказ от платной версии в декабре 2014 года. Это стимулировало рост пользовательской базы — с ноября 2014 по январь 2015 года число пользователей удвоилось.
В марте 2015 года в версии приложения для платформы Android появилась подробная информация о заведениях на карте. В сентябре того же года в приложениях для iOS и Android запущен новый дизайн карт, чуть ранее приложения научились строить маршруты для пешеходов. В сентябре 2015 года компания открыла исходный код для свободного использования.
С обновлением в апреле 2016 года у пользователей Maps.me появилась возможность редактировать карты OpenStreetMap, что, по мнению создателей, должно способствовать уточнению данных и росту сообщества OSM-картографов. В том же месяце стало известно, что в Maps.me перешёл директор по маркетингу «Литреса» Евгений Лисовский и в перспективе сменит в руководстве Юрия Мельничка.
В ноябре 2020 года Maps.me продана компании Daegu Limited из состава группы компаний Parity.com Group за 1,6 млрд рублей.

## Распространение
Возможность работы с картами без подключения к сети и высокая точность и подробность созданных пользователями карт обеспечили Maps.me большую популярность. По итогам 2014 года сервис вошёл в число лучших приложений магазина Google Play и топ-25 Hi-Tech@Mail.Ru. Приложение отметилось в рейтингах лучших приложений для путешественников Huffington Post и PC Magazine.
Карты Maps.me были предустановлены на смартфоны Samsung Galaxy Note 4 и Edge. Отдельная версия Maps.me была разработана для YotaPhone и использует экран на электронных чернилах для экономии энергии.
В январе 2015 года число установок Maps.me превысило 14 миллионов: 12 % скачиваний приходилось на Россию, 9 % на США и 6 % на Германию. Представители компании заявляли, что за десять месяцев с момента покупки активная аудитория приложения выросла в 8,5 раз с изначальных 1,8 миллиона человек. К декабрю число установок достигло 30 миллионов, в апреле 2016 года — 40 миллионов.
В рамках порталов My.com Maps.me не имел прямых или косвенных способов получения прибыли и служил для увеличения аудитории игровых сервисов.